# 薩克薩納 (新澤西州)
薩克薩納（英語：Succasunna）是位於美國新澤西州摩里斯縣的普查規定居民點。

## 人口
根據2020年美國人口普查的數據，薩克薩納的面積為15.64平方千米，當中陸地面積為15.20平方千米，而水域面積為0.43平方千米。當地共有人口10338人，而人口密度為每平方千米661人。